# Teología filosófica

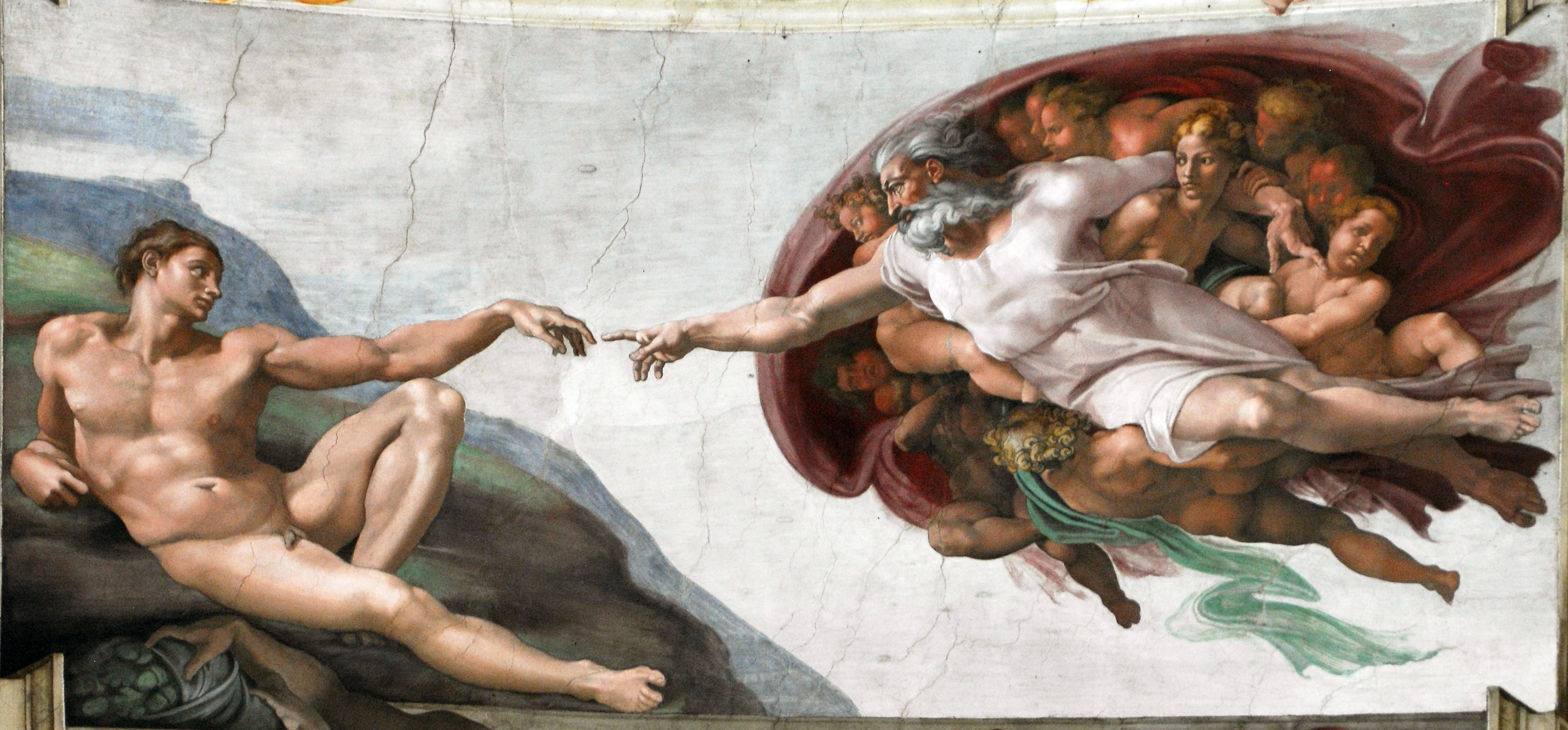
La creación de Adán, una escena del techo de la Capilla Sixtina de Miguel Ángel (c. 1508-1512)

La Teología filosófica es una disciplina que emplea métodos de la filosofía para profundizar en temas relativos a la metafísica, generando un debate sobre el grado de interacción entre la filosofía y la teología. Argumentando una separación total entre ambas, mientras que otros defienden su complementariedad para una comprensión más completa de la revelación divina. Esta corriente surgió en respuesta a los desafíos de pensadores positivistas, modernistas e ilustrados al cristianismo, encontrando antecedentes en la integración de ideas filosóficas en escritos teológicos desde figuras como Tomás de Aquino y San Agustín.
Una diferenciación esencial entre la filosofía y la teología al explicar que ambas disciplinas buscan comprender la realidad universal. La filosofía se apoya en la razón humana y se caracteriza por ser un saber racional que parte del hombre y supone el uso de la razón. Por otro lado, la teología se fundamenta en la fe divina y humana, siendo un saber divino-humano que requiere la fe como medio de comprensión. La teología puede incluir dogmas o verdades de fe, su criterio de verdad no proviene del hombre, sino de una revelación divina, lo que la distingue claramente de la filosofía.

## Definiciones

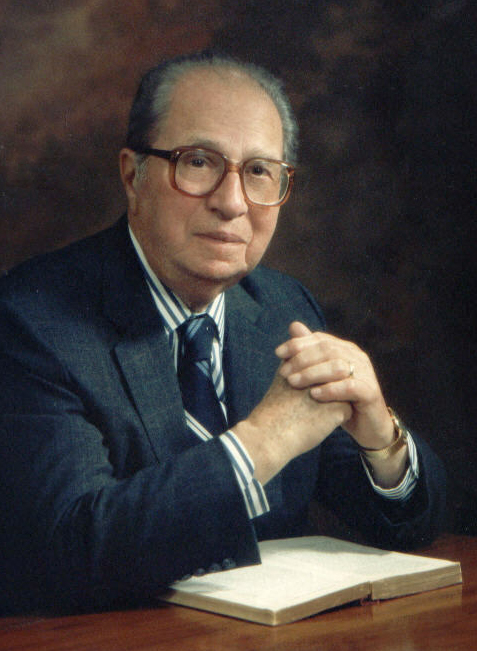
Mortimer Adler

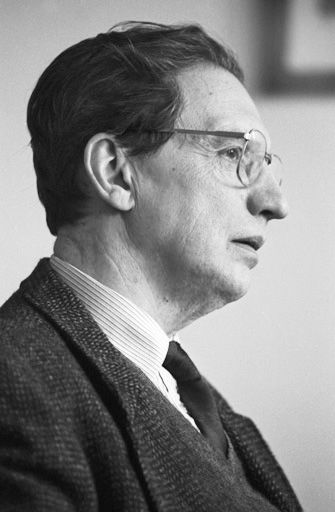
Wolfhart Pannenberg

Mortimer Adler distingue entre teología filosófica y teología natural. Mientras que la primera, según él, es la teología realizada por filósofos no cristianos, la segunda es realizada por aquellos que ya son cristianos y están tratando de encontrar pruebas racionales para su fe. Adler considera que el término "teología natural" es un nombre incorrecto y en realidad se trata de apologética, y cita como ejemplo la Summa Contra Gentiles de Tomás de Aquino, dirigida a los judíos y moros en España, que aunque escrita como si fuera teología filosófica, en realidad era apologética y no teología filosófica, ya que fue escrita por un cristiano y no por un pagano. En opinión de Adler, pocos, si es que hay alguno, de los libros sobre teología natural son sólidos como obras de teología filosófica, porque no están escritos por paganos.
Pannenberg sostiene que "sin un verdadero conocimiento de la filosofía no es posible entender la figura histórica que ha cobrado la doctrina cristiana ni formarse un juicio propio y bien fundamentado de sus pretensiones de verdad en el tiempo presente" Para Sagastume trata de expresar los contenidos de una fe religiosa presentados como un conjunto coherente de proposiciones, en algunos casos se utilice por analogía para referirse a otros credos.

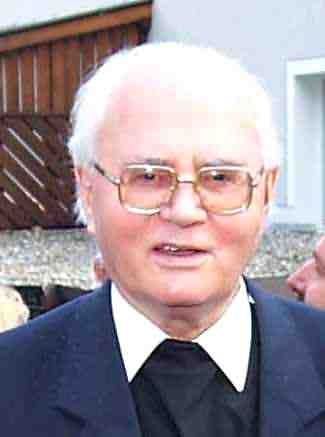
Dominik Kalata

Según Dominik Kalata, prelado católico eslovaco trata de una teología con el atributo de un enfoque filosófico. Esto significa que su objeto principal es Dios: investiga el concepto de Dios (o dios) y aborda la posibilidad de su existencia. Pero el atributo de un enfoque filosófico establece que el único medio para su investigación es la razón humana. Por lo tanto, la teología filosófica es un sistema de pensamiento construido con medios filosóficos sobre principios filosóficos, y por lo tanto no presupone ni se basa en premisas que son expresión de fe religiosa, (no utiliza ninguna llamada revelación, como por ejemplo la Biblia en el cristianismo).
La teología filosófica se suele entender como una parte sólida de la metafísica e incluso como su culminación, aunque es una opinión extendida que cae dentro de la filosofía de la religión, aunque es importante destacar que de cierta manera se aparta de esta disciplina (ver también la relación con la filosofía de la religión). De todos modos, la teología filosófica presupone conocimientos en teoría del conocimiento, ontología y antropología metafísica. Por eso se puede decir que actualmente integra los conocimientos de la metafísica, la epistemología, la lógica, la ética y la historia de la filosofía.

## Relación con disciplinas similares
El filósofo Gottfried Wilhelm Leibniz utilizó el término teodicea en un sentido específico, al reducir su objeto al problema del mal (Théodicée; 1710). Su objetivo era la apología de Dios frente a este problema. Si la teodicea se percibe como una disciplina filosófica específica que aborda el problema del mal, entonces es sin duda parte de la teología filosófica y su concepto es bastante estrecho.
En el pasado, y a veces incluso hoy en día, algunos autores identifican la teodicea con la teología filosófica misma, y en ese caso el concepto de teodicea es más amplio. Es posible afirmar que la relación entre la teología filosófica y la teodicea es, por lo tanto, una cuestión de opinión de cada filósofo.

## Relación con la filosofía de la religión
La filosofía de la religión se ocupa del fenómeno de la religión en general. Trata sobre los problemas filosóficos que surgen de la reflexión sobre el contenido y la veracidad de la fe religiosa, la práctica religiosa o la experiencia religiosa. La distinción entre teología filosófica y filosofía de la religión se define de tal manera que la filosofía de la religión "filosofa" sobre la religión y analiza la religión, mientras que la teología filosófica trata sobre Dios en sí mismo independientemente del culto religioso o nuestra experiencia de la existencia de Dios. 
La filosofía de la religión se dedica al análisis de las distintas explicaciones y argumentaciones que se ofrecen para fundamentar o comprender desde un punto de vista filosófico los principios religiosos. A partir de este amplio conjunto de ideas, surgen diversas corrientes teológicas que interpretan de manera diferente conceptos como Dios, lo divino y el significado de lo religioso. En relación con la cuestión de si Dios existe, se presentan posturas a favor como el teísmo, el panteísmo o el politeísmo, así como posturas en contra, como el ateísmo o el agnosticismo. Respecto al problema del mal, se plantean argumentos en contra, como la paradoja de Epicuro, y a favor, como la teodicea de Leibniz.
Sin embargo, no es posible mantener estrictamente separada la investigación sobre Dios de la investigación sobre la religión. En la historia se puede observar una transición gradual de la filosofía de Dios a la filosofía de la religión. Surgieron filósofos (como Hegel) que defendían la idea de que no se puede saber nada sobre Dios, por lo que solo es relevante ocuparse del fenómeno de la religión. Esta tesis surgió en un período en el que la mayoría de los filósofos creían que David Hume e Immanuel Kant habían refutado todos los argumentos a favor de la existencia de Dios. Esta creencia comenzó a ser reconsiderada más tarde, pero no se puede negar que los temas de la teología filosófica siguen estando estrechamente relacionados con el trasfondo religioso cultural. 

## Relación con la teología fundamental
La teología fundamental considera el significado y la credibilidad de la llamada revelación cristiana, buscando así una explicación sistemática de los fundamentos de la fe cristiana. La teología filosófica no presupone ni utiliza las tesis expresadas por la revelación cristiana, por lo que se puede decir que la relación entre la teología filosófica y la teología fundamental es similar a la relación entre la filosofía misma y la teología cristiana. Por lo tanto, son disciplinas diferentes cuya influencia mutua suele ser insignificante.

## Temas fundamentales de la teología filosófica
El primer y principal tema de la teología filosófica es definir la relación entre la fe religiosa (la fe en Dios) y la filosofía. Esta cuestión, que también puede entenderse como el problema de la relación entre la razón y la fe, fue ampliamente debatida durante la patrística y la escolástica medieval.
En la patrística temprana, los pensadores evaluaron la filosofía como un elemento que amenazaba la fe cristiana, lo que los llevó a un enfrentamiento agudo. Sin embargo, con el filósofo Agustín de Hipona, surge un cambio, ya que él mismo utiliza algunas ideas de la filosofía griega (especialmente el neoplatonismo) y, mediante construcciones filosóficas griegas, posteriormente aborda temas teológicos cristianos. Esto disminuyó el conflicto general entre fe y razón hasta que surgieron pensadores como Pseudo-Dionisio Areopagita y Boecio, quienes vieron la razón y la fe en una sólida coherencia mutua.
La investigación de la teología filosófica se centra principalmente en los siguientes temas:
- La relación entre la filosofía y la fe religiosa. [16]
- El problema de la cognoscibilidad de Dios y la posibilidad de hablar con Dios. [17]
- Argumentos a favor de la existencia de Dios.
- Argumentos en contra de la existencia de Dios y el ateísmo filosófico.
- El concepto y las características de Dios.
- El problema del mal.
- La vida después de la muerte.
- El problema de los milagros. [18]
- La relación entre la ética y la fe religiosa.

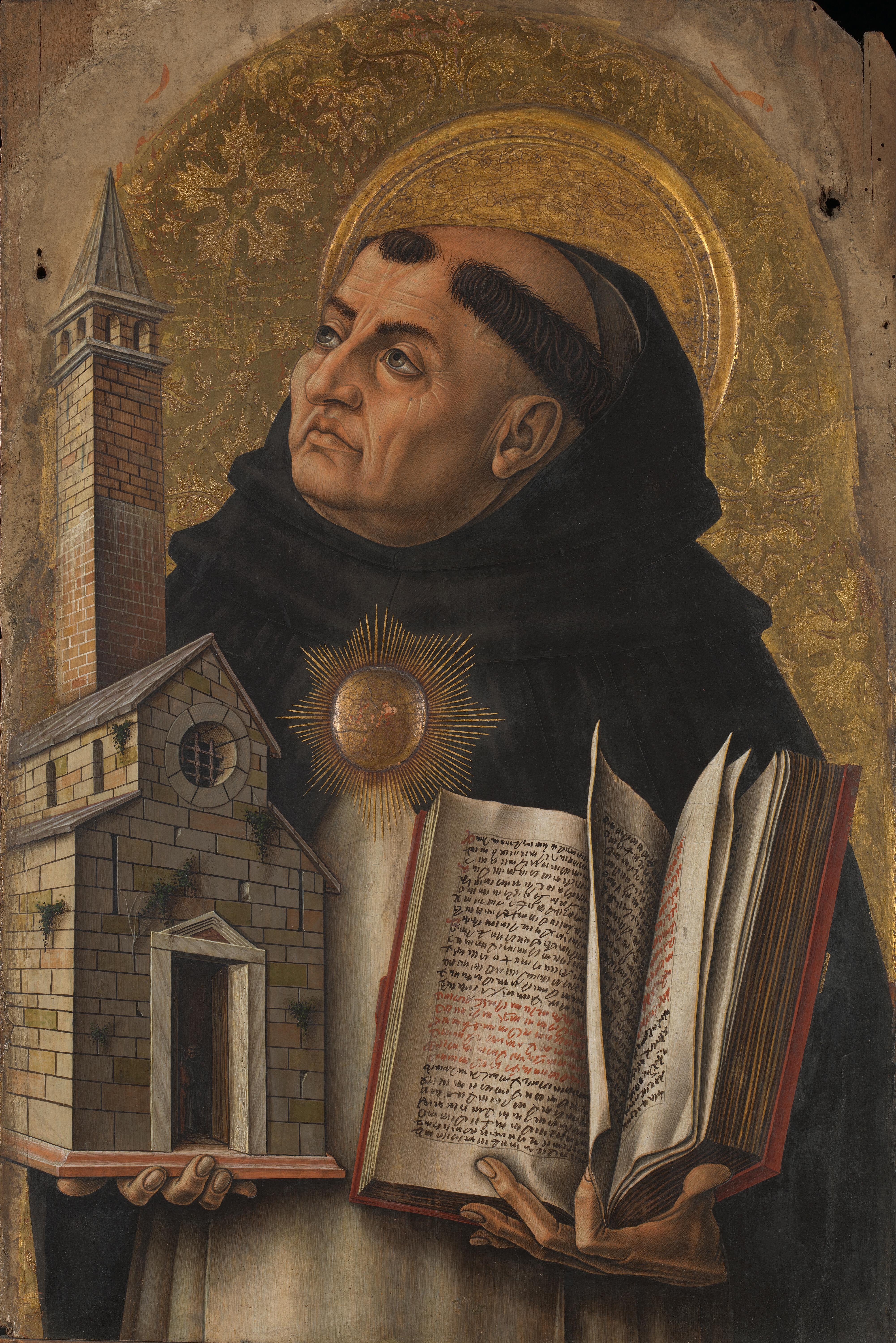
Tomás de Aquino

El escolástico Anselmo de Canterbury en el siglo XI proclamó que la fe y la razón son y deben estar en armonía, porque ambas apuntan hacia la misma verdad: Dios. Este pensador es conocido por concebir la fe como una búsqueda de comprensión. Esto significa que la fe busca sus fundamentos racionales: la teología debe ser respaldada por la filosofía. Así, Anselmo dice que el hombre debe tomar la autoridad de la fe como un elemento orientador en su vida, pero puede y debe buscar una explicación racional de lo que se cree.
Tomás de Aquino ve el papel de la razón de manera más limitada. La razón puede explicar muchas cosas, pero según él, no es suficiente para todo, no es suficiente para las llamadas verdades o dogmas cristianos. En general, durante la Edad Media europea, la filosofía se percibía como servidora de la fe, lo que resultó en un fuerte desarrollo de la teología cristiana, que buscaba aumentar su credibilidad, y en un desarrollo débil o incluso negligente de la filosofía independiente (incluyendo la investigación inductiva).

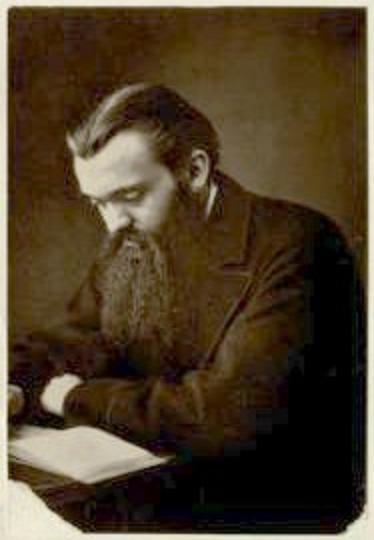
William Kingdon Clifford

En épocas posteriores, la situación cambió y algunos filósofos comenzaron a cuestionar la fe religiosa (por ejemplo, David Hume o los ilustrados franceses). En el siglo XIX, el matemático inglés William Kingdon Clifford expresó la tesis de que es moralmente incorrecto aceptar la fe religiosa sin una justificación racional previa de toda la doctrina de fe de una religión dada (llamado pecado contra la humanidad). El conflicto entre la filosofía y la fe religiosa en los siglos XVIII y XIX se observa en los sistemas filosóficos, especialmente en los de Schopenhauer, Feuerbach, Nietzsche, Marx y Freud

### La cognoscibilidad de Dios
Este tema examina la problemática de nuestra capacidad para expresar los atributos de Dios en lenguaje humano. El filósofo David Hume considera en su obra "Diálogos sobre la religión natural" (1779) que capturar los atributos de Dios dentro del marco del concepto teísta de Dios es completamente imposible, lo que lo lleva al escepticismo y al deísmo (según algunos, al ateísmo). La comprensión intelectual y lingüística de la "entidad universal, espiritual e infinita" parece ser un problema fundamental incluso para los filósofos cristianos (por ejemplo, Agustín de Hipona o Tomás de Aquino). Por lo tanto, este tema se ha convertido en una parte sólida de la teología filosófica, y su problemática es muy antigua.
El representante destacado de la patrística superior, Agustín de Hipona, aborda este tema. Influenciado por el neoplatonismo, evalúa la capacidad humana de conocer los atributos de Dios en el ámbito de lo que llama "iluminación". La fuente de esta "gracia iluminadora" debe ser Dios mismo. El representante destacado de la escolástica superior, Tomás de Aquino, describe nuestra comprensión lingüística de Dios a través del concepto de analogía. Esto significa que el hombre usa conceptos para referirse a los atributos de Dios de manera analógica a los suyos propios (los conceptos de Dios sabio y hombre sabio están muy alejados, pero la conexión analógica entre ellos sigue siendo válida). Otro filósofo, Pseudo-Dionisio Areopagita, defiende la llamada teología negativa. Afirma que no se puede conocer cuáles son los atributos de Dios (características): solo es posible conocer lo que Dios no es.
En general, la cognoscibilidad de Dios se tematiza en posiciones mutuamente confrontativas de fideísmo y tradicionalismo. El fideísmo sostiene que el hombre puede conocer a Dios solo gracias a la intervención sobrenatural de Dios en los asuntos humanos, lo que generalmente se denomina "revelación". La fe religiosa humana es, por lo tanto, solo una respuesta a esta revelación. El tradicionalismo, por otro lado, enfatiza la tradición humana y el desarrollo cultural de la humanidad, que naturalmente inclinó hacia la fe religiosa. La disputa entre fideísmo y tradicionalismo se lleva a cabo principalmente en el campo de la teoría del conocimiento, ya que ambos expresan la posibilidad del conocimiento humano del Absoluto. La teología católica defiende la opinión de que la mencionada revelación presupone la capacidad del hombre de conocer objetivamente la verdad que Dios, como creador, le otorga. Esto significa que según la Iglesia Católica, el hombre puede conocer, también basándose en su razón, que Dios existe y también puede comprender hasta cierto punto sus atributos. La revelación complementa lo que "la razón no alcanza" (Summa contra Gentiles; Tomás de Aquino).

### El problema de la cognoscibilidad de Dios y la posibilidad de hablar sobre Él

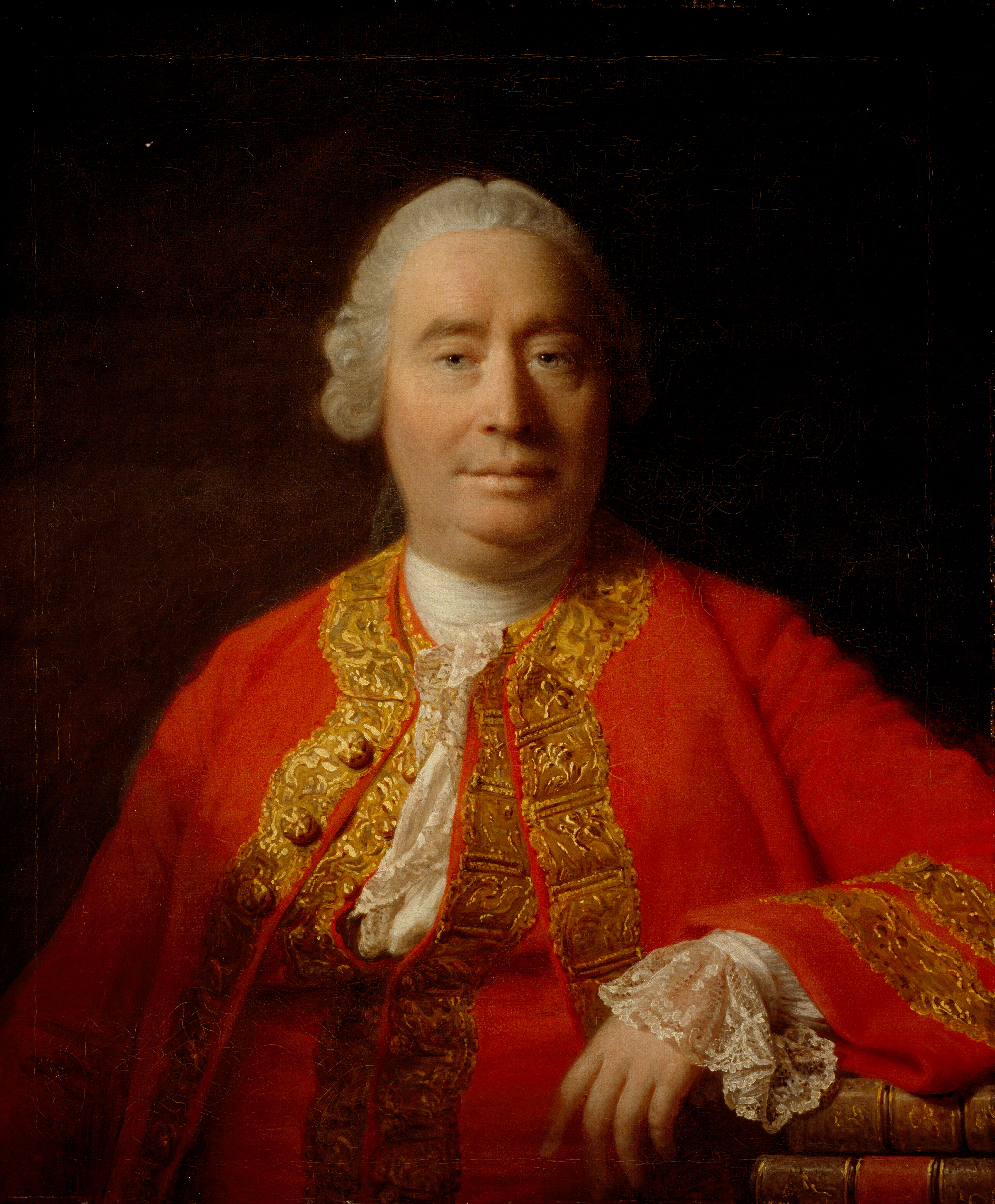
David Hume Ramsay

Este tema explora la cuestión de nuestra capacidad para expresar los atributos de Dios en lenguaje humano. El filósofo David Hume considera en su obra "Diálogos sobre la religión natural" (1779) que la captura de los atributos de Dios dentro del concepto teísta de Dios es completamente imposible, lo que lo lleva al escepticismo y al deísmo (algunos incluso al ateísmo). Comprender intelectualmente y expresar lingüísticamente la "entidad universal, espiritual e infinita" parece ser un problema fundamental también para filósofos cristianos como Agustín de Hipona o Tomás de Aquino. Por lo tanto, este tema se ha convertido en una parte integral de la teología filosófica, siendo su problemática muy antigua en términos de tiempo. 
Ya el representante destacado de la patrística, Agustín de Hipona, abordó este tema. Influenciado por el neoplatonismo, evalúa la capacidad humana para conocer los atributos de Dios en el plano de lo que se llama iluminación. La fuente de esta "gracia iluminadora" debería ser Dios mismo. El representante destacado de la escolástica, Tomás de Aquino, describe nuestra comprensión lingüística de Dios a través del concepto de analogía. Esto significa que el hombre utiliza conceptos para designar los atributos de Dios de manera analógica a los suyos propios (los conceptos de Dios sabio y hombre sabio, aunque extremadamente distantes, mantienen una conexión analógica entre ellos). Otro filósofo, Pseudo-Dionisio Areopagita, defiende la llamada teología negativa. Afirma que no se puede conocer cuáles son los atributos de Dios (propiedades): solo se puede conocer lo que Dios no es.
En general, la cognoscibilidad de Dios se tematiza en posiciones confrontativas entre el fideísmo y el tradicionalismo. El fideísmo sostiene que el hombre solo puede conocer a Dios gracias a la intervención extraordinaria de Dios en la historia humana, lo que generalmente se denomina revelación. La fe religiosa humana es así solo una respuesta a esta revelación. El tradicionalismo, por otro lado, enfatiza la tradición humana y el desarrollo cultural de la humanidad, que naturalmente inclina hacia la fe religiosa. La disputa entre fideísmo y tradicionalismo se realiza básicamente en el ámbito de la teoría del conocimiento, ya que ambos expresan la posibilidad de conocimiento humano del Absoluto. La teología católica defiende la opinión de que la mencionada revelación presupone la capacidad del hombre para conocer objetivamente la verdad que Dios le otorga como creador. Esto significa que según la Iglesia Católica, el hombre puede conocer, incluso basándose en su razón, que Dios existe y también puede comprender hasta cierto punto sus atributos. La revelación luego complementa lo que "la razón no puede alcanzar" (Summa contra gentiles; Tomás de Aquino).

### Principio de verificación
En un período posterior, en los siglos XIX y XX, surgieron filósofos que formularon el llamado principio de verificación y, basándose en él, criticaron la fe religiosa o la cognoscibilidad de Dios. Entre estos verificacionistas se encontraban principalmente los positivistas lógicos del Círculo de Viena. La esencia del principio de verificación se explica en dos de sus formas:
1. Versión fuerte del principio,
2. Versión más débil del principio.

Un defensor de la versión fuerte fue, por ejemplo, Friedrich Waismann. Esta versión sostiene que cada afirmación debe ser explicada con precisión, deben establecerse exactamente las condiciones bajo las cuales esa afirmación es verdadera o falsa, y todo el contenido de la afirmación debe ser verificado de manera concluyente sin posibilidad de error. Si tal estado no se alcanza, la afirmación pierde sentido. Esta verificación mencionada se entiende sobre la base de la evidencia sensorial.

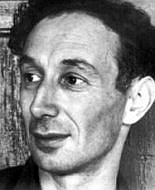
Alfred Jules Ayer

La versión más débil fue mucho más común. Reconoce una afirmación como significativa cuando su contenido está verificado al menos en cierta medida. Un defensor de esta opinión es el positivista lógico británico Alfred Jules Ayer.
La versión fuerte fue generalmente rechazada porque sus criterios no se adecuaban ni siquiera al conocimiento científico adquirido por inducción. La "Paradoja del cuervo" no se puede verificar, ya que para verificarla sería necesario observar cada cuervo en el mundo. A pesar de esto, las ciencias inductivas trabajan con tales afirmaciones y las aceptan como base para investigaciones posteriores. De esta manera, el filósofo británico Richard Swinburne argumenta en contra de la versión de Ayer.
Sin embargo, algunas formas de la versión más débil del principio de verificación siguen siendo defendidas y utilizadas por algunos pensadores para criticar la religión y la cognoscibilidad humana de Dios.

### El doble concepto de Dios
El concepto personalista de Dios tiende a antropomorfizar la idea de la naturaleza divina, como señalaron Jenófanes de Colofón y Baruch Spinoza.
Como se mencionó anteriormente, la teología filosófica está vinculada también a la cultura religiosa, por lo que de alguna manera está relacionada con la filosofía de la religión. En este contexto, es relevante mencionar que los filósofos cristianos distinguen dos conceptos diferentes en la cuestión del conocimiento de Dios:
1. El concepto clásico de Dios (Dios es absolutamente simple, inmutable y atemporal; este concepto es defendido por Agustín de Hipona, Anselmo de Canterbury, Tomás de Aquino y es aceptado por la Iglesia Católica);
2. El concepto personalista de Dios (dentro de este concepto se cree que Dios es bastante comprensible mediante el lenguaje humano, y que sus atributos son similares a los humanos, solo que radicalmente amplificados; es un concepto que se basa en la concepción de Dios en las expresiones personificadas de los redactores bíblicos).
En el concepto personalista, hay menos dificultades para conocer a Dios o hablar sobre Él. La problematización significativa ocurre en el concepto clásico, que está bastante extendido en el entorno intelectual cristiano bajo la influencia de la Iglesia Católica. (Ver también el concepto teísta de Dios)

### Argumentos a favor de la existencia de Dios

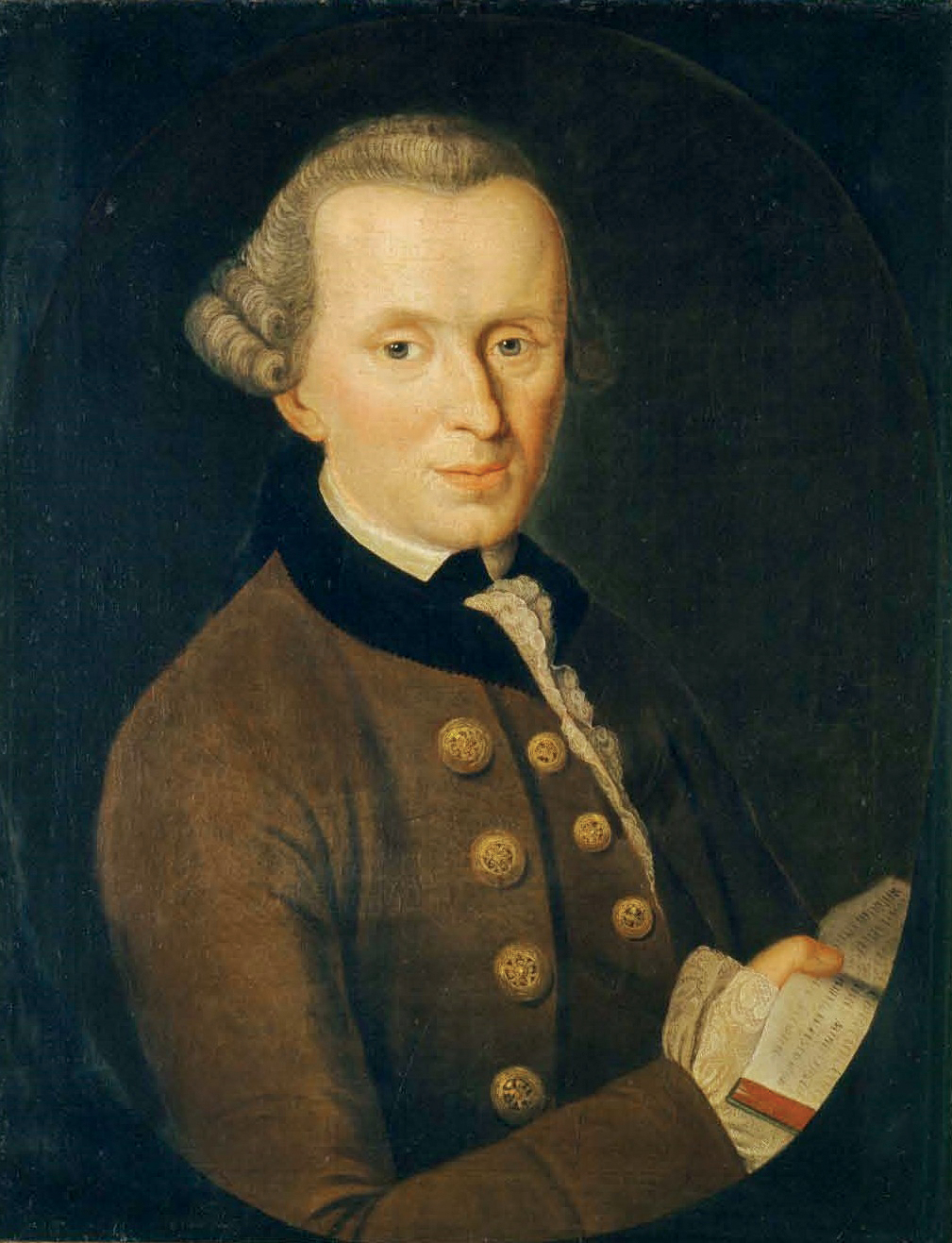
Immanuel Kant

El concepto de prueba se entiende estrechamente relacionado con la verificación sensorial de tipo inductivo. La teología filosófica no ofrece pruebas de este tipo para la existencia de Dios. Sus filósofos más bien ofrecen pruebas lógicas de tipo deductivo, que es apropiado llamar argumentos para distinguirlos.
Immanuel Kant es uno de los pensadores que defiende esta tesis en su escrito “El Único Fundamento Posible de una Demostración de la Existencia de Dios. Divide los argumentos a favor de la existencia de Dios en tres tipos:
1. Argumentos cosmológicos, a posteriori;
2. Argumentos teleológicos, a posteriori.
3. Argumentos ontológicos, a priori

Los argumentos a priori fueron defendidos en la historia de la filosofía principalmente por Anselmo de Canterbury, René Descartes y Gottfried Wilhelm Leibniz. Son argumentos que no se basan en la experiencia, sino que intentan deducir la existencia de Dios a priori, es decir, solo del propio concepto de Dios.

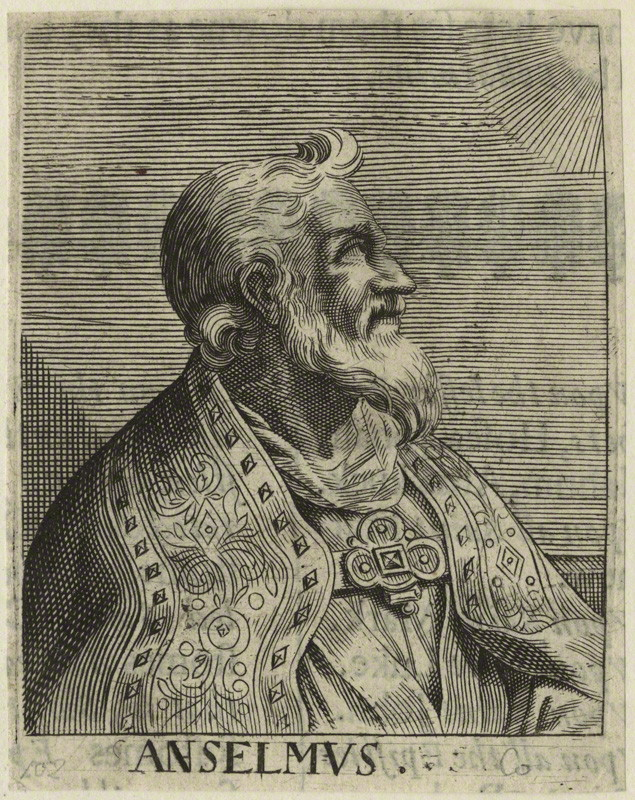
Anselmo de Canterbury

El primer argumento de Anselmo, del trabajo Proslogion, se puede resumir de la siguiente manera:
Primer argumento a priori de Anselmo  
1. Dios existe en la mente, pero no en la realidad. [49][50]
2. La existencia en la realidad es mayor que la existencia solo en la mente. [50]
3. Concibo la existencia con todos los atributos de Dios, incluido el atributo de existencia.[50]
4. La existencia concebida en la premisa 3 es como existente mayor que Dios en la premisa 1, que no existe en la realidad.[50]
5. Por lo tanto, concibo algo que es mayor que Dios.[50]
6. Sin embargo, no se puede concebir algo que sea mayor que Dios (Anselmo define a Dios como aquel que no se puede pensar nada mayor).[50]
7. Por lo tanto, es falso que Dios solo esté en la mente.[50]
8. Dios existe.[50]

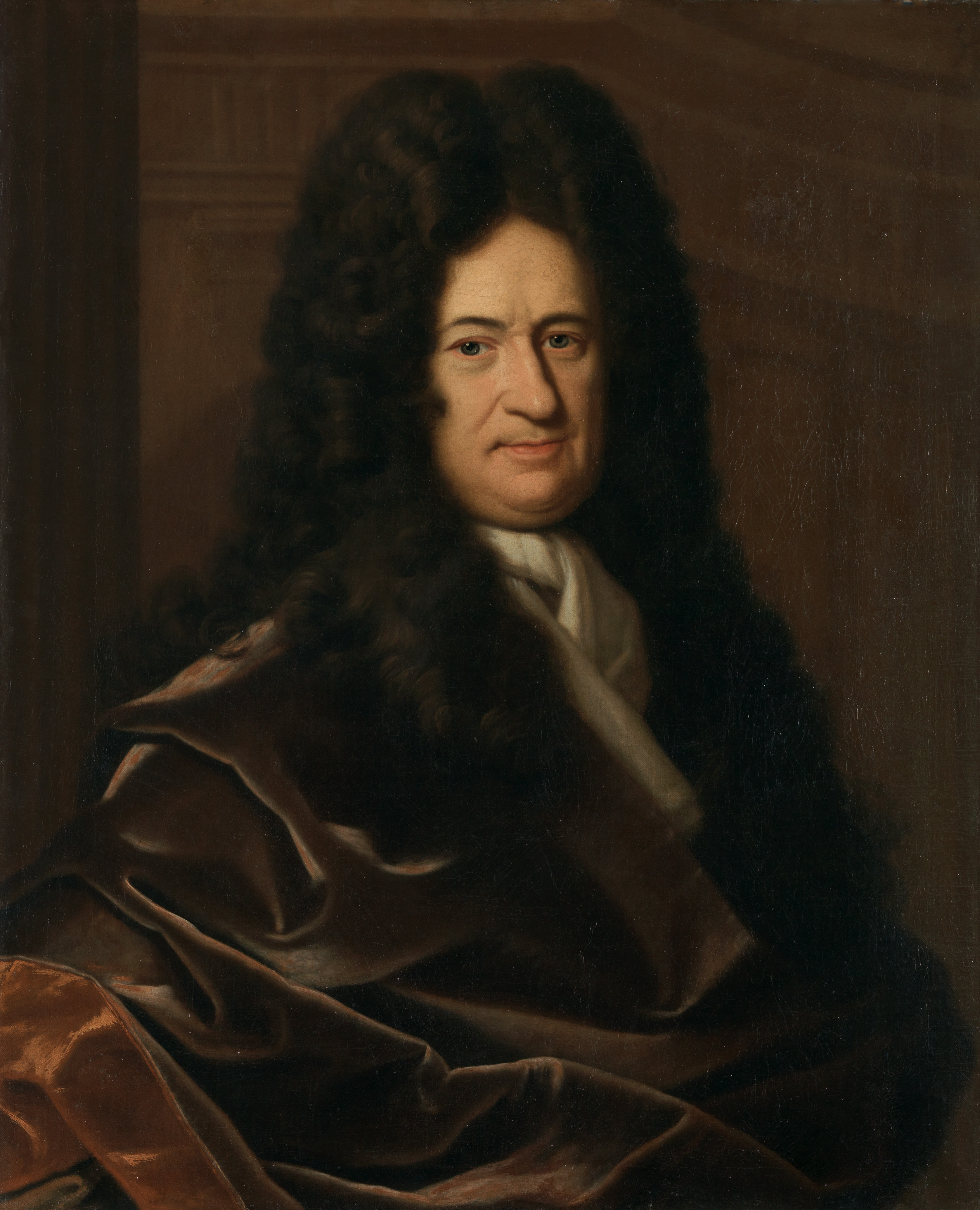
Gottfried Wilhelm Leibniz

Es evidente que los argumentos de Anselmo se basan en la definición de Dios como aquello que no se puede pensar nada mayor. Justamente esta definición no parecía obvia para un crítico importante de los argumentos a priori, como Tomás de Aquino. A partir de esta premisa, el argumento intentaba ser refutado. Otro crítico es el monje Gaunilo, quien afirma que de esta manera sería posible demostrar la existencia incluso de la isla más perfecta, que en realidad podría no existir en absoluto.
René Descartes ofrece argumentos a priori un tanto diferentes en su obra "Meditaciones sobre la filosofía primera" (1641). El primer argumento se encuentra en la Tercera meditación, el segundo en la Quinta meditación, y se pueden resumir de la siguiente manera: 
El argumento ontológico de Anselmo, desarrollado en el Proslogion 2, ofrece una perspectiva fascinante sobre la existencia de Dios. Anselmo comienza planteando que Dios existe en la mente, pero no en la realidad objetiva.

Ergo Domine, qui das fidei intellectum, da mihi, ut, quantum scis expedire, intelligam, quia es sicut credimus, et hoc es quod credimus. Et quidem credimus te esse aliquid quo nihil maius cogitari possit. An ergo non est aliqua talis natura, quia "dixit insipiens in corde suo: non est Deus" ?
Luego Señor, tú que das el entendimiento a la fe, dame de entender, tanto como consideres bueno, que tú eres como creemos y lo que creemos. Y bien, creemos que tú eres algo mayor que lo cual no puede pensarse cosa alguna. Ahora, ¿acaso no existe esta naturaleza, porque "dijo el necio en su corazón: no hay Dios" ?

Anselmo de Canterbury, inicio del argumento ontológico para probar la existencia de Dios.
Proslogio, capítulo II (1078). La frase entrecomillada es una cita bíblica (Salmos 13:1).

Sin embargo, argumenta que la existencia en la realidad es superior a la existencia meramente conceptual. A través de una cuidadosa reflexión, concluye que concebimos la existencia con todos los atributos de Dios, incluida la esencia misma de la existencia. Esto lleva a una paradoja aparente: si podemos concebir algo con atributos más grandes que Dios, entonces Dios debe existir no solo en la mente, sino también en la realidad objetiva. Anselmo resuelve esta paradoja apelando a la definición misma de Dios como lo máximo que se puede concebir, lo que lo lleva a afirmar la existencia real de Dios. Por lo tanto, según su naturaleza, Dios debe existir.

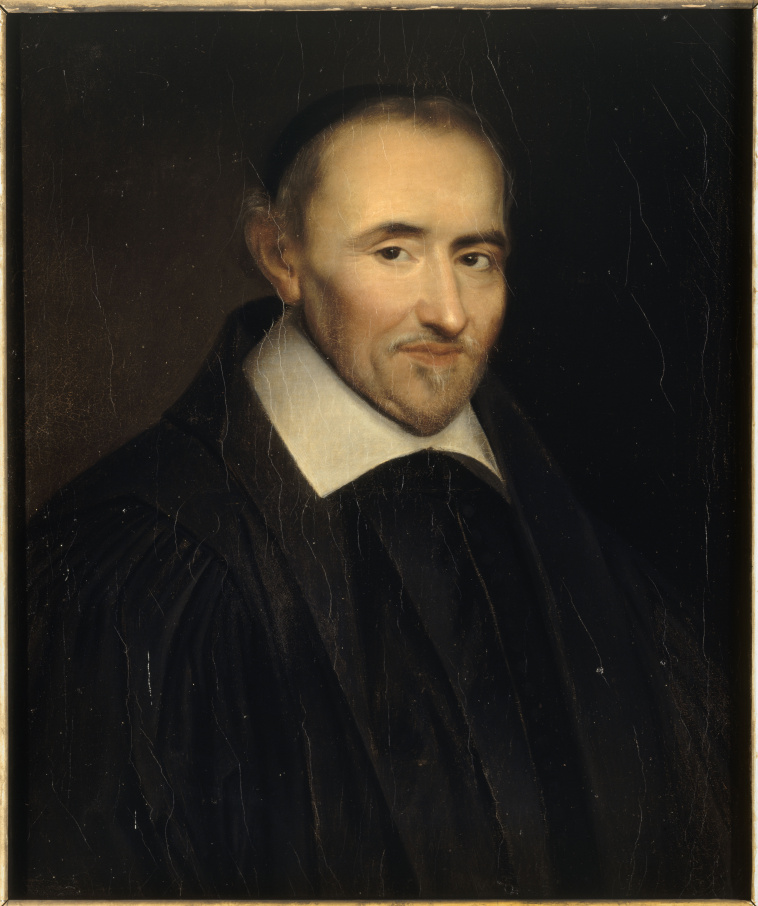
Retrato de Pierre Gassendi

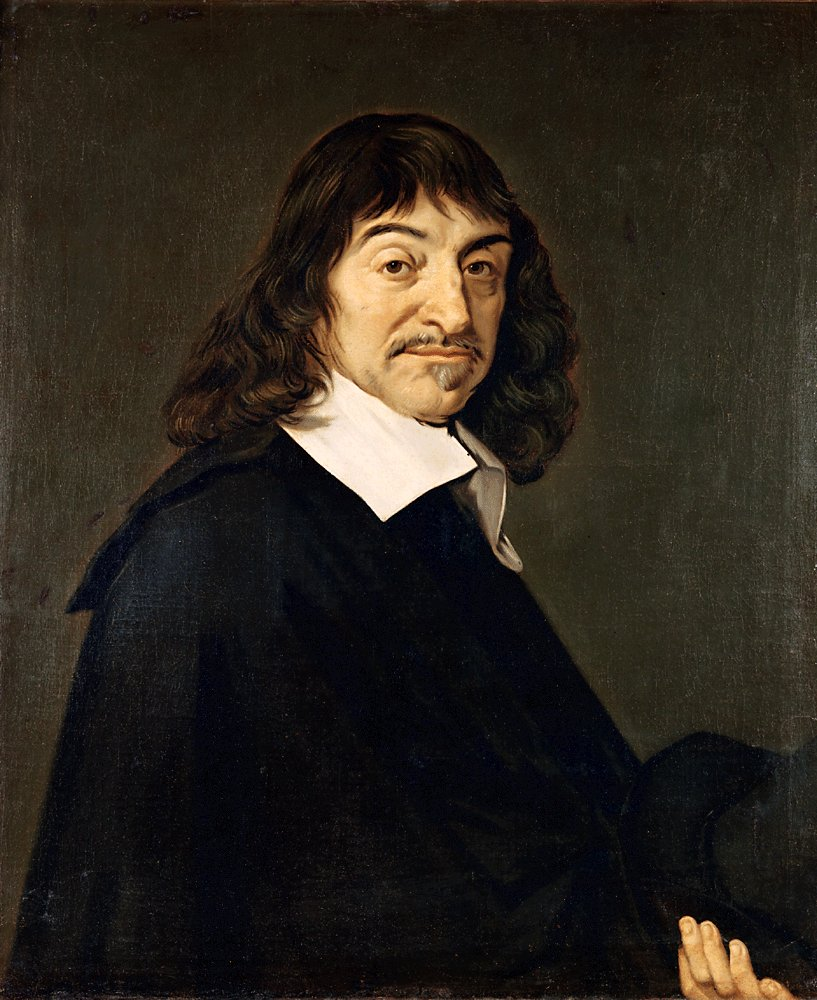
René Descartes

El filósofo empirista del siglo XVII Pierre Gassendi confrontó el argumento de Descartes con una objeción que precede a la crítica kantiana: “la existencia no es una perfección ni en Dios ni en ninguna otra cosa; es aquello sin lo cual no puede haber perfecciones”.René Descartes (1596-1650) compuso una serie de argumentos ontológicos, que difieren de la formulación de Anselmo. En términos generales, son argumentos menos formales que la intuición natural. Escribió en su Quinta Meditación:

Pues bien, si del hecho de poder yo, sacar de mi pensamiento la idea de una cosa, se sigue que todo cuanto percibo clara y distintivamente que pertenece a dicha cosa, le pertenece en efecto, ¿no es ésta una posible base para un argumento para probar la existencia de Dios? Ciertamente, yo hallo en mí su idea de Dios o de un ser supremamente perfecto, es aquella que encuentro dentro de mí tan seguramente como la idea de cualquier figura o número; y no conozco con menor claridad y distinción que pertenece a su naturaleza una existencia eterna, de como conozco que todo lo que puedo demostrar de alguna figura o número pertenece verdaderamente a la naturaleza de éstos. [...] Pero, sin embargo, pensando en ello con más atención, hallo que la existencia y la esencia de Dios son tan separables como la esencia de un triángulo rectilíneo y el hecho de que sus tres ángulos valgan dos rectos, o la idea de montaña y la de valle; de suerte que no repugna menos concebir un Dios [es decir, un ser supremamente perfecto] al que le falte la existencia [es decir, al que le falte una perfección], de lo que repugna concebir una montaña a la que le falte el valle. [...] (D)el hecho de no poder concebir a Dios sin la existencia, se sigue que la existencia es inseparable de Él, y, por tanto, que verdaderamente existe.
Meditaciones metafísicas con objeciones y respuestas, Meditación quinta (Alfaguara, Madrid 1977, p. 54-57).

Descartes planteó que la existencia de Dios puede inferirse de manera similar a cómo se pueden deducir las ideas geométricas de las figuras. Para ilustrar esto, utilizó el ejemplo de la deducción de los tamaños de los ángulos en un triángulo. Propuso que el concepto de Dios es el de un ser supremamente perfecto que posee todas las perfecciones. Parece haber supuesto que la existencia es un atributo esencial de la perfección. De esta manera, si la noción de Dios no incluyera la existencia, no sería supremamente perfecto, ya que le faltaría una perfección. Por lo tanto, según Descartes, la noción de un dios supremamente perfecto que no existe resulta incomprensible. Por ende, según su razonamiento, Dios debe existir en virtud de su naturaleza..Podría expresarse dos versiones de los argumentos ontológicos de Descartes:

Versión 1:
1. Toda idea clara y distinta que percibo es verdadera.
2. Percibo clara y distintamente que la existencia necesaria está contenida en la idea de Dios.
3. Por lo tanto, Dios existe.

Versión 2:
1. Tengo una idea de un ser supremamente perfecto, es decir, un ser que tiene todas las perfecciones.
2. La existencia necesaria es una perfección.
3. Por lo tanto, existe un ser supremamente perfecto.

Descartes' Ontological Argument (The Stanford Encyclopedia of Philosophy).

El filósofo empirista del siglo XVII Pierre Gassendi confrontó el argumento de Descartes con una objeción que precede a la crítica kantiana: “la existencia no es una perfección ni en Dios ni en ninguna otra cosa; es aquello sin lo cual no puede haber perfecciones”. Johannes Caterus, otro contemporáneo de Descartes, criticó el argumento sosteniendo que "se puede construir un argumento igualmente convincente, desde la mera idea de un león existente hasta la existencia de al menos un león". Caterus expresó que incluso si concediéramos que la existencia necesaria es inseparable de la idea de Dio, nada se deduce de esto sobre lo si existe o no.
Primer argumento a priori de Descartes 
1. Hay diversos grados de realidad, cuya diferenciación se encuentra en la distinción entre causa y efecto.
2. La causa debe contener al menos tanta realidad como hay en su efecto.
3. La causa de una idea debe tener al menos tanta realidad formal como la realidad objetiva contenida en esa idea.
4. Solo Dios perfecto tiene tanta realidad formal como contiene mi idea de un dios (realidad objetiva).
5. Por lo tanto, la causa de mi idea de Dios debe ser solo Dios mismo.
6. Dios existe.

Segundo argumento a priori de Descartes 

Versión 1:
1. Toda idea clara y distinta que percibo es verdadera.
2. Percibo clara y distintamente que la existencia necesaria está contenida en la idea de Dios.
3. Por lo tanto, Dios existe.

Versión 2:
1. Tengo una idea de un ser supremamente perfecto, es decir, un ser que tiene todas las perfecciones.
2. La existencia necesaria es una perfección.
3. Por lo tanto, existe un ser supremamente perfecto.

Descartes' Ontological Argument (The Stanford Encyclopedia of Philosophy).

La mayoría de los pensadores considera los argumentos de Descartes como cíclicos, ya que el garante de la verdad de lo que clara y distintamente concebimos debería ser Dios mismo, Dios que no es engañoso. Esto parece presuponer la existencia de algo que aún pretende demostrar.

### Argumentos Cosmológicos,a posteriori
Los principales representantes de los argumentos cosmológicos son Tomás de Aquino, los pensadores calameos Al-Kindí y Al-Ghazali, además de Gottfried Wilhelm Leibniz y Samuel Clarke. De las así llamadas cinco vías de Tomás, las primeras tres son argumentos cosmológicos, que se pueden resumir de la siguiente manera:

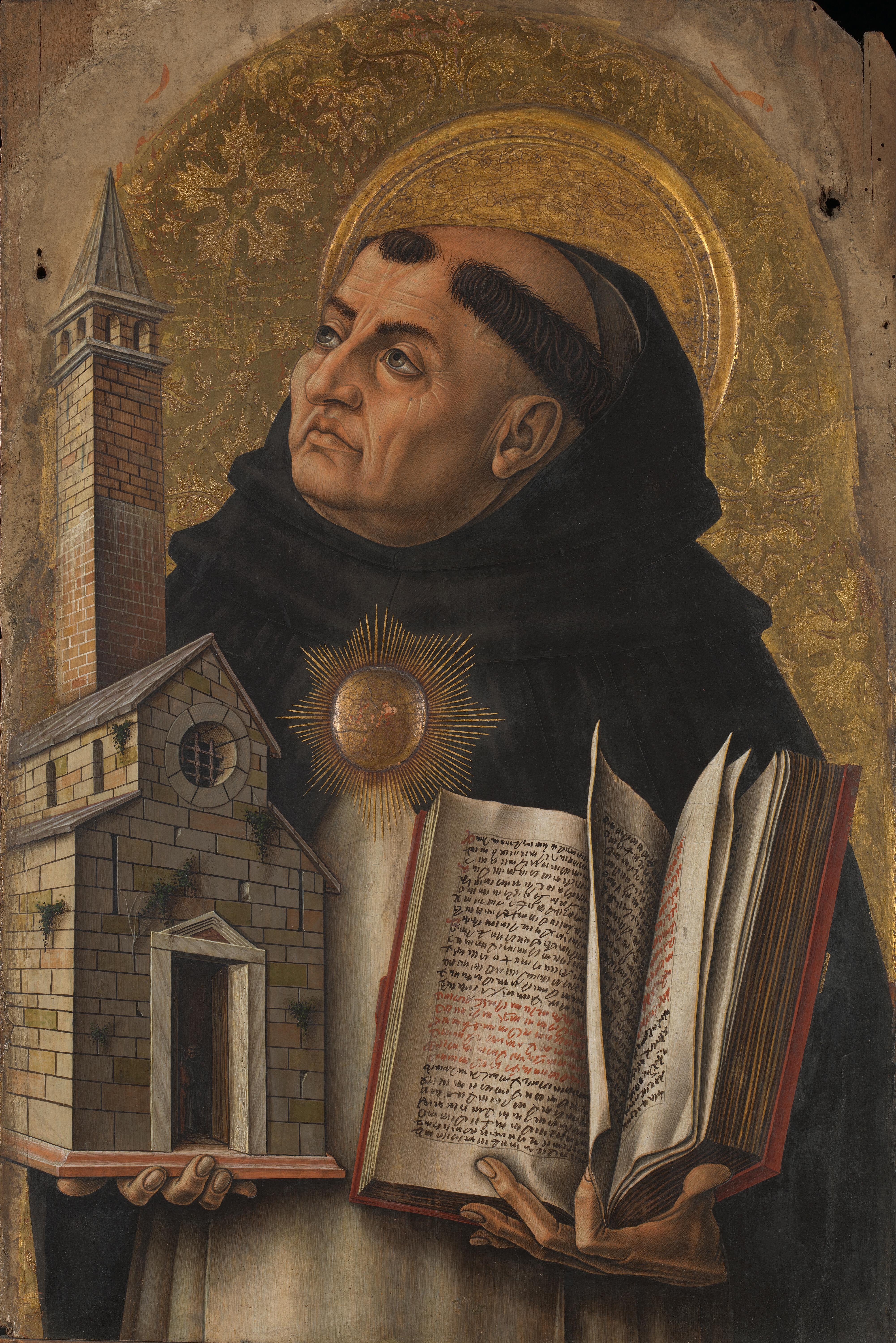
Tomás de Aquino

### El Argumento de Tomás de Aquino sobre el Movimiento
1. La experiencia muestra que hay algo en este mundo que está en movimiento. [61][62][63]
2. Todo lo que está en movimiento es movido por algo más. El movimiento es una transición de la potencia al acto, y nada puede moverse a sí mismo, ya que debería estar tanto en potencia como en acto al mismo tiempo (entiende el movimiento universalmente como un cambio de potencia a acto, y solo algo en acto puede llevar algo de potencia a acto; por ejemplo, solo un cuerpo en acto caliente puede calentar otro cuerpo, por lo que si un cuerpo quisiera calentarse a sí mismo, tendría que estar en acto caliente y al mismo tiempo solo en potencia caliente, lo que Tomás ve como una contradicción).[62]

Entonces, algo está siendo movido por algo más, y eso a su vez por algo más.
No se puede proceder infinitamente en una serie de movimientos, porque admitir una serie infinita es lo mismo que admitir la no existencia del primer motor. Si no hay un primer motor, no habrá un segundo ni ninguno más, lo que contradice la premisa número 1. 
1. Hay un primer motor, y según Tomás de Aquino, este es Dios. [66]
2. El Argumento de Tomás sobre la Causa Efectiva. [67]
3. La experiencia muestra que hay una serie de causas eficientes.
4. Nada puede ser causa de sí mismo, ya que tendría que existir antes de comenzar a existir, lo cual es imposible.
5. No se puede proceder infinitamente en una serie de causas, porque admitir una serie infinita significa admitir la no existencia de la primera causa, y por lo tanto de las demás, lo que contradice la premisa número 1.
6. Hay una primera causa, y según Tomás, esta es Dios. [68]

### El Argumento de Tomás sobre la Contingencia del Ser
1. La experiencia muestra que hay seres contingentes (es decir, que pueden existir o no). [69]
2. Todo lo que puede no existir en un momento determinado realmente no existe en ese momento.[69]
3. Si todos los seres fueran contingentes, en un momento dado no habría nada en absoluto.[69]
4. Si alguna vez realmente no hubiera nada, no podría surgir algo, porque algo no puede surgir de la nada, pero tal situación contradice la premisa número 1.[69]
5. Por lo tanto, debe haber algo que no sea contingente: algo que sea necesario.[69]
6. No se puede proceder infinitamente en una serie de causas necesarias (por razones mencionadas en el Argumento de Tomás sobre la Causa Efectiva en la premisa número 3).[69]
7. Hay algo que es necesario por sí mismo, y según Tomás de Aquino, esto es Dios.[69]

### El Argumento Cosmológico Kalam
Los pensadores calameos (por ejemplo, Al-Kindí) presentaron el llamado «argumento kalameo», que también es a posteriori y tiene un carácter cosmológico. Este rasgo lo distingue de otros argumentos cosmológicos, como el de Tomás de Aquino, que se basa en la imposibilidad de una regresión infinita ordenada causalmente, y los de Leibniz y Samuel Clarke que se refieren al principio de razón suficiente. 
1. Todo lo que comienza a existir tiene una causa de su existencia.[71]
2. El universo comenzó a existir.[71]
3. Por lo tanto, el universo debe tener una causa de su existencia.[71]
4. La causa es un ser personal que decidió crear libremente el universo.[71]

Otro argumento cosmológico es presentado por Gottfried W. Leibniz y Samuel Clarke. Es un argumento basado en el llamado principio de razón suficiente.